# 贝尔纳·格拉维耶
贝尔纳·格拉维耶（法語：Bernard Gravier，1881年2月20日—1923年8月13日），法国男子击剑运动员。他曾获得1908年夏季奥运会击剑比赛男子重剑团体金牌，他也参加了重剑个人小项，结果止步第二轮。